# Motobu Chōki
Chōki Motobu 本部 朝基 (Shuri, 5 aprile 1870 – Shuri, 15 aprile 1944) è stato un karateka giapponese.
Fratello minore del karateka Motobu Chōyū, nacque nel Villaggio Akahira a Shuri, ad Okinawa, capitale del Regno delle Ryūkyū.
Suo padre, Motobu Chōshin (Motobu Aji Chōsin), fu discendente e sesto figlio del Re di Okinawa, Shō Shitsu (1629-1668), noto altrimenti con il nome di Shō Kōshin, e conosciuto inoltre come Principe Motobu Chōhei (1655-1687). Chōki fu il terzogenito del Motobu Udun, uno dei rami cadetti della famiglia reale okinawense Shō.
Come ultimo di tre figli, Motobu Chōki non era destinato ad ereditare lo stile di famiglia del Te (Motobu Udundi). Nonostante questo Motobu si interessò molto alla disciplina, utilizzando molto tempo in gioventù per allenarsi da solo, colpendo il makiwara, e sollevando pesanti pietre per incrementare la sua forza. Venne descritto dai suoi contemporanei come un atleta molto agile, guadagnandosi il soprannome di Motobu no Saru, o "Motobu la scimmia." Iniziò a praticare il karate sotto Ankō Itosu continuando con Matsumura Sōkon, Sakuma Pechin e Kōsaku Matsumora.
Fu il primo maestro ad insegnare il karate in Giappone continentale trasferendosi ad Osaka nel 1921. In seguito fondò il proprio dojo (chiamato Daidokan) presso la Toyo University di Tokyo.
Grazie agli insegnamenti impartiti a suo figlio lo stile di Motobu è sopravvissuto fino a noi con il nome di Motobu-ryu Kenpo. Motobu-ryu è anche il nome dell’associazione che trasmette oltre al karate di Motobu Choki, il Motobu Udundi ovvero l’arte marziale tramandata nella casata reale Motobu.

## Formazione
Nonostante fosse descritto dai suoi detrattori come un combattente di strada violento e crudele, senza un allenamento formale, Motobu era lo studente di karate più promettente dei praticanti di Okinawa. Ankō Itosu (1831-1915), Sōkon Matsumura (1809-1899), Sakuma Pechin, Kōsaku Matsumora (1829-1898) e Tokumine Pechin (1860-1910) insegnarono tutto a Motobu. Molti maestri trovarono indesiderata la sua abitudine di testare le sue abilità combattive tramite combattimenti di strada nel tsuji (zona a luci rosse). Ma a causa delle sue nobili origini (come un discendente okinawense della famiglia reale Shō) resero difficile loro rifiutarlo come discepolo.

## L'incontro con il pugile

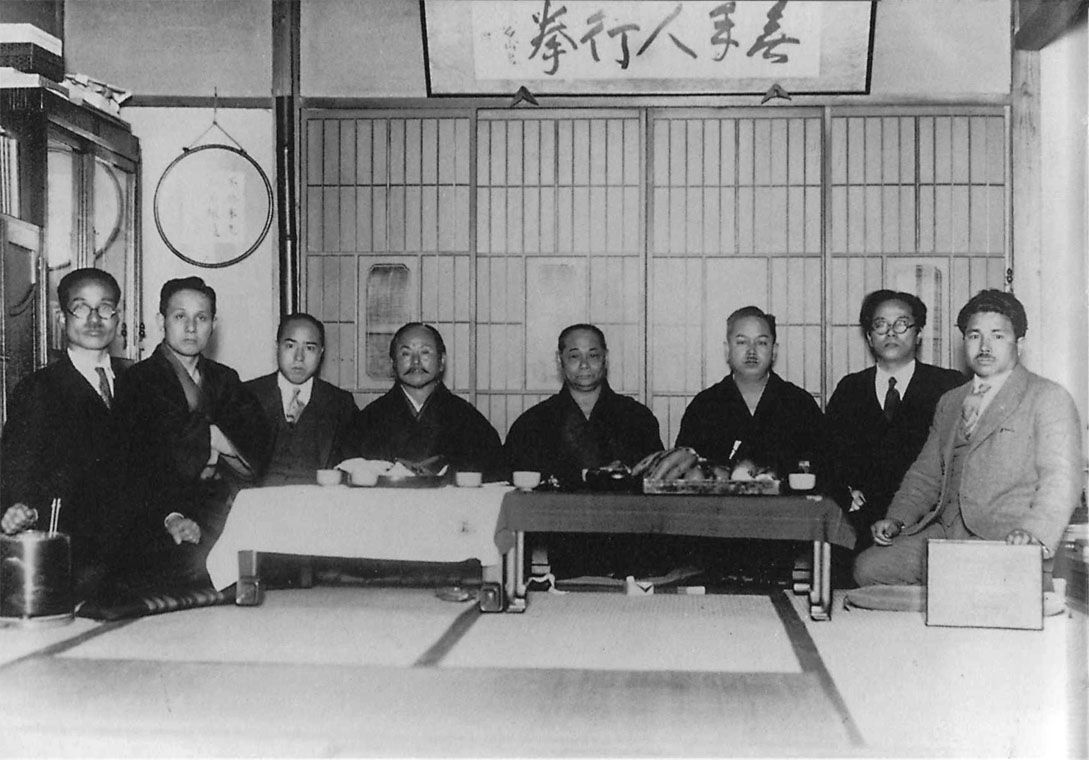
Maestri di Karate a Tokyo (Anni 1930)
(Da sinistra): Toyama Kanken, Ōtsuka Hironori, Shimoda Takeshi, Funakoshi Gichin, Motobu Chōki, Mabuni Kenwa, Nakasone Genwa e Taira Shinken

Dopo numerose attività commerciali fallite, Motobu partì per Osaka, in Giappone, nel 1921. Un amico convinse Motobu a partecipare a un incontro "boxing vs judo". Questi incontri erano popolari a quel tempo, e spesso davano la possibilità di far partecipare un pugile straniero in un match contro un jujutsu o uno judoka. Secondo un articolo del giornale King relativo al calcolo dei combattimenti del 1925, Motobu avrebbe partecipato ad una sfida in un incontro contro un pugile straniero, descritto come un pugile Russo molto forte. Dopo alcuni round, Motobu si incontrò con il più alto e il più grande boxer di quei tempi e lo eliminò con un solo colpo di mano. Motobu aveva 52 anni.
L'articolo del King descrisse come sorprendente la vittoria di Motobu, sebbene le illustrazioni mostrassero chiaramente che era Gichin Funakoshi il combattente in questione. Questo errore di pubblicazione aumentò la amara rivalità tra i due maestri, e portò ad un apparente scontro. Erano spesso in conflitto anche le loro opinioni su come dovrebbe essere usato ed insegnato il karate.
La popolarità scaturita da questa inaspettata vittoria portò Motobu ad un livello di fama mai conosciuto precedentemente in Giappone. Motobu fu consultato da numerose celebrità del tempo, incluso il campione di boxe "Piston" Horiguchi, per essere allenati da lui. Aprì un dojo, il Daidokan, dove insegnò sino all'inizio della Seconda guerra mondiale nel 1941. Motobu affrontò notevoli difficoltà nell'insegnamento. La causa principale dei suoi problemi fu la difficoltà nello scrivere e parlare il Giapponese continentale. I dialetti okinawensi erano praticamente incomprensibili ai continentali. Come risultato dovette affidarsi a delle traduttrici il che portò alla diceria che fosse analfabeta. Queste voci furono largamente smentite dall'esistenza di due libri pubblicati da Motobu e dal fatto che, in quanto nobile, doveva aver ricevuto un’istruzione superiore alla media.
Probabilmente, anche per via del proprio orgoglio, Motobu non volle mai imparare il giapponese continentale.

## Libri ed eredità
Motobu scrisse alcuni dei libri sul karate più rilevanti del primo dopoguerra.
Il primo (1926) presenta il suo approccio agli esercizi di cobattimento a due persone e si intitola “Ryukyu Kenpo Karate-Justu Kumite”.
Nel 1932 pubblica “Watashi no Karate Jutsu” (lett. “Il mio Karate-justu”) che presenta un contenuto più vario con aneddoti storici e sulla vita dell’autore.
Anche in questo caso non mancano immagini con cui il maestro presenta il suo kata preferito, Naihanchi, e alcune tecniche di combattimento. In entrambi i titoli il termine karate è indicato come tode (mano cinese).
Entrambe le opere sono state tradotte in inglese (la seconda anche in italiano) ed hanno avuto una forte influenza sul movimento del karate pratico, che vede in Motobu Choki uno dei suoi precursori.
In particolare i 12 set di yakusoku kumite presentati nel libro “Ryukyu Karate-justu Kumite” sono stati reinterpretati da molti esperti moderni tra cui Iain Abernethy e Patrick McCarthy.